# آموزش در ژاپن
آموزش در ژاپن در مقاطع ابتدایی و متوسطه اول اجباری است. بیشتر دانش آموزان در مقطع متوسطه اول در مدارس دولتی تحصیل می‌کنند، اما مدارس خصوصی در مقاطع متوسطه و دانشگاه نیز محبوب است. آموزش قبل از دبستان در کودکستان و مراکز نگهداری از کودک ارائه می‌شود که برنامه تحصیلی کودکان ۳ تا ۵ ساله شبیه برنامه‌های مهد کودک‌ها در دیگر نقاط جهان است. نحوه آموزش در مهد کودک‌ها ممکن است متفاوت باشد مثلاً برخی از مهدکودک‌ها بر یادگیری از طریق بازی تأکید می‌کنند در حالی که برخی فقط بر قبول شدن کودک در آزمون ورودی مدرسه ابتدایی خصوصی متمرکز هستند.
سال تحصیلی از آوریل (فروردین-اردیبهشت) آغاز می‌شود و در ماه مارس (اسفند-فروردین) پایان می‌یابد، تعطیلات تابستانی در آگوست (مرداد-شهریور) و تعطیلات زمستانی در پایان دسامبر (آذر-دی) تا اوایل ژانویه (دی) است. سال تحصیلی شامل دو یا سه ترم است که با تعطیلات کوتاه در بهار و زمستان و یک تعطیلات تابستانی شش هفته ای از هم جدا می‌شوند.
دانشجویان ژاپنی از نظر کیفیت و عملکرد در خواندن سواد، ریاضیات و علوم در بین دانشجویان کشورهای OECD رتبه بالایی دارند. ژاپن در برنامه آزمون‌های ارزیابی بین‌المللی دانشجویان، با میانگین نمره ۵۲۸٫۷، یکی از کشورهای برتر OECD در زمینه خواندن سواد، ریاضیات و علوم است که در رتبه‌بندی سال ۲۰۱۵ رتبه سوم را دارد. مردم ژاپن از تحصیلات خوبی برخوردارند و جامعه این کشور از آموزش به عنوان بستری برای تحرک اقتصادی - اقتصادی و اشتغال در اقتصاد به همراه فناوری پیشرفته این کشور بسیار ارزشمند است. مجموعه بزرگی از افراد با تحصیلات و ماهر در این کشور تا حد زیادی مسئول معجزه اقتصادی ژاپن پس از جنگ ژاپن بودند. بزرگسالان دارای تحصیلات عالی در ژاپن، به ویژه فارغ التحصیلان علوم و مهندسی، تحصیلات و مهارت‌های خود در اقتصاد پیشرفته ژاپن را بهرمند می‌کنند.
هزینه آموزش و پرورش نسبت تولید ناخالص داخلی ۴٫۱ درصد است که زیر متوسط ۵ درصد OECD است. اگرچه هزینه‌های دانشجو در ژاپن نسبتاً زیاد است اما کل هزینه‌ها نسبت به تولید ناخالص داخلی اندک است. در سال ۲۰۱۷، ژاپن با افراد ۲۵ تا ۶۴ ساله که ۵۱ درصد آنان تحصیلات عالی داشتند، در رتبه سوم قرار گرفت. علاوه بر این، ۶۰٫۴ درصد ژاپنی‌های ۲۵ تا ۳۴ ساله (به نوعی) آموزش دانشگاهی را کسب کرده‌اند و ۳۰٫۲ درصد ژاپنی‌های ۲۵ تا ۶۴ ساله مدرک لیسانس دارند، که ژاپن از این نظر، دومین رتبه در بین کشورهای OECD پس از کره جنوبی قرار می‌گیرد. از آنجا که عمده اقتصاد ژاپن مبتنی بر علم و فناوری است، بازار کار افرادی را که به نوعی آموزش عالی، به ویژه مرتبط با علوم و مهندسی کسب کرده‌اند، در هنگام جستجوی فرصت‌های شغلی، برتری رقابتی کسب می‌کنند. طبق آمار مؤسسه MEXT، درصد ژاپنی‌هایی که در گروه هجده ساله به مؤسسه آموزش عالی می‌روند، ۸۰٫۶ درصد بود که ۵۲٫۶ درصد دانشجویان به دانشگاه، ۴٫۷ درصد به کالج‌های پایه، ۰٫۹ درصد به دانشکده فناوری و ۲۲٫۴ درصد باقیمانده در مدرسه مکاتبات یا کالج آموزش تخصصی تحصیل می‌کنند. سیستم آموزشی ژاپن نقشی اساسی در بهبود و رشد سریع اقتصاد ژاپن (معجزه اقتصادی ژاپن) در دهه‌های پس از پایان جنگ جهانی دوم داشت.
با این حال به سیستم آموزشی ژاپن نقدهایی وارد می‌شود مانند؛ مشکلات قلدری و اذیت و آزار؛ و فشار شدید علمی بر دانشجویان. با توجه به داده‌های PISA 2018 و TIMSS 2015، حوادث قلدری در آموزش مقدماتی از بیشتر کشورهای OECD کمتر است، و کل زمان صرف مطالعه در داخل و خارج از مدرسه کمتر از متوسط OECD بود.

## تاریخچه

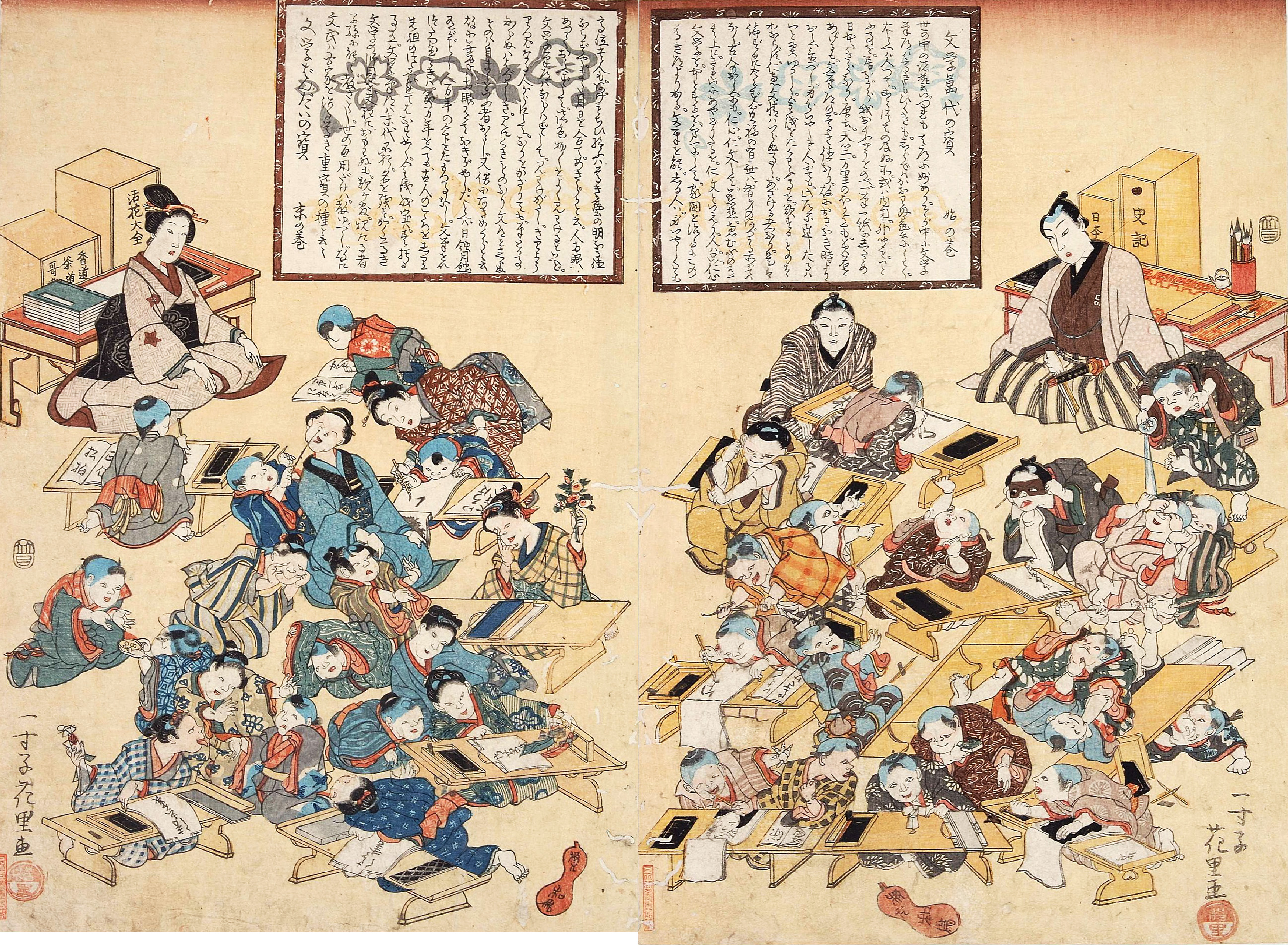
تصویری نقاشی شده از تراکویا یا مدرسه خصوصی در دوره ادو

تحصیلات رسمی در ژاپن با پذیرش فرهنگ چینی، در قرن ۶ میلادی آغاز شد. در اوایل، تعالیم بودایی و کنفوسیوس و همچنین علوم، خوشنویسی، طالع‌بینی و ادبیات در شهرهای آسوکا، یاماتو، نارا و کیوتو و تدریس می‌شد. مقامات پژوهشگر از طریق سیستم امتحان انتخاب می‌شدند. اما برخلاف چین، این سیستم هرگز به‌طور کامل تسخیر نشد و عناوین و مقام‌ها به حالت وراثتی باقی ماند. با ظهور سامورایی، کلاس نظامی، در دوره کاماکورا به نفوذ مقامات دانشمند پایان داد، اما صومعه‌های بودایی همچنان مراکز تأثیرگذار یادگیری بودند.
در دوره ادو، معبد یوشیماسیدو اصلی‌ترین نهاد آموزشی دولت بود. و در راس آن Daigaku-no-kami قرار داشت، مقامی که رهبر مکتب آموزش برای دیوان سالاران شوگون را مشخص می‌کرد.
در دوران شوگون‌سالاری توکوگاوا، نیروها از جمله دایمیوها برای دستیابی به قدرت مبارزه می‌کردند ولی نتوانستند نفوذ خود را از طریق جنگ افزایش دهند، بنابراین در زمینه اقتصادی به رقابت پرداختند. جنگجویان نخبه سامورایی که تبدیل به دیوان سالار شدند، نه تنها در زمینه استراتژی نظامی و هنرهای رزمی، بلکه در زمینه کشاورزی و حسابداری نیز باید تحصیل می‌کردند. به همین ترتیب، طبقه بازرگان ثروتمند برای تجارت روزمره خود به آموزش نیاز داشت و ثروت شان به آنان اجازه می‌داد که حامی هنر و علم باشند. اما مدارس معبد (تراکویا) دهقانان تحصیل کرده‌ای داشتند و تخمین زده می‌شود که در پایان دوره ادو، ۵۰٪ از مردان و ۲۰٪ از زنان از درجاتی با سواد برخوردار باشند. در آن زمان ارتباط با کشورهای خارجی محدود شده بود ولی کتاب‌هایی از چین و اروپا مشتاقانه وارد کشور می‌شد و رانگاکو (مطالعات هلندی) به یکی از موضوعات محبوب دانشمندان ژاپنی تبدیل شد.

### دوران اصلاحات میجی
پس از اصلاحات میجی در سال ۱۸۶۸، روش‌ها و ساختارهای یادگیری غربی به عنوان ابزاری جهت ساخت ژاپن به عنوان یک کشور قدرتمند و مدرن به کار گرفته شد. دانشجویان و حتی مقامات عالی‌رتبه دولتی برای تحصیل به خارج از کشور اعزام شدند، مانند هیئت اعزامی ایواکورا. دانشمندان خارجی، به اصطلاح gaikokujin o-yatoi، برای تدریس در دانشگاه‌ها و آکادمی‌های نظامی تازه تأسیس دعوت شدند. تحصیلات اجباری در این دوره معرفی شد. به منظور کمک به نوسازی کشور، دولت میجی در سال ۱۸۷۲ یک کتابخانه عمومی ساخت. انجمن کتابخانه‌های ژاپن (یا JLA) در سال ۱۸۹۲ برای تبلیغ کتابخانه در کشور تأسیس شد. با این وجود، آموزش عمومی پس از سرگیری کامل روابط بین‌الملل، از موضوعات اصلی دولت میجی بود، و ژاپن اشتغال مشاوران خارجی را متوقف کرد. پس از سال ۱۸۹۰ ژاپن دارای متخصصان کودک، سردبیر مجلات و مادران تحصیل کرده‌ای بود. جامعه آن زمان در کلاس متوسط بالا، فضای مخصوصی برای خواندن کتاب‌های کودکان، بازی با اسباب بازی‌های آموزشی اختصاص دادند و زمان زیادی به تکالیف مدرسه برای بچه‌ها داده شد. این ایده‌ها به سرعت در میان تمام طبقات اجتماعی گسترش یافت.

### پس از جنگ جهانی دوم
پس از شکست در جنگ جهانی دوم، دولت اصلاحات آموزش و پرورش را به عنوان یکی از اهداف اصلی خود قرار داد که این اهداف شامل ریشه‌کن کردن آموزه‌های نظامی‌گری و تبدیل ژاپن به یک دموکراسی صلح‌طلب بود. با تقلید از سیستم آموزشی آمریکا، ۹ سال تحصیل شامل ۶ سال در دوره ابتدایی و ۳ سال در دوره متوسطه اجباری شد. تعدادی اصلاحات در دوره پس از جنگ انجام شد که هدف آن، کاهش بار آزمون‌های ورودی، بین‌المللی‌سازی و ترویج فناوری‌های اطلاعاتی، متنوع‌سازی آموزش و حمایت از یادگیری مادام العمر بود.
در تلاش برای تسهیل احساسات ژاپنی پس از جنگ، هرگونه مطالب ملی‌گرایانه، نظامی‌گری، اقتدارگرا یا ضدآمریکایی ممنوع شد. وزارت آموزش و پرورش اکنون به عنوان وزارت آموزش، فرهنگ، ورزش، علوم و فناوری (MEXT) شناخته می‌شود و مسئول مدیریت آموزشی در ژاپن است.
در آزمون‌های ارزیابی بین‌المللی، دانش‌آموزان کلاس چهارم و هشتم ژاپن به‌طور مداوم در بین پنج دانشگاه برتر جهانی در هر دو گروه ریاضیات و علوم قرار گرفته‌اند.
علی‌رغم نگرانی‌ها مبنی بر این‌که مهارت‌های دانشگاهی دانشجویان ژاپنی از اواسط دهه ۱۹۹۰ کاهش یافته، دانش‌آموزان ژاپن در نظرسنجی TIMSS 2011، در مقایسه با نمرات ۲۰۰۷، پیشرفت قابل توجهی در نمرات ریاضی و علوم نشان دادند.

## مقطع تحصیلی
سال تحصیلی در ژاپن از آوریل (فروردین-اردیبهشت) آغاز می‌شود و کلاس‌ها بسته به مدرسه، از دوشنبه تا جمعه یا حتی شنبه برگزار می‌شود. سال تحصیلی شامل دو یا سه ترم است که با تعطیلات کوتاه در بهار و زمستان و یک تعطیلات تابستانی شش هفته ای از هم جدا می‌شوند.
ساختار سال در زیر خلاصه می‌شود:
| سن    | مقطع                                     | موسسات آموزشی                                                              | موسسات آموزشی                                                           | موسسات آموزشی | موسسات آموزشی                                                                            | موسسات آموزشی                                                        | موسسات آموزشی                                       |
| ----- | ---------------------------------------- | -------------------------------------------------------------------------- | ----------------------------------------------------------------------- | --- | ---------------------------------------------------------------------------------------- | -------------------------------------------------------------------- | --------------------------------------------------- |
| ۶–۷   | ۱                                        | مدرسه ابتدایی دبستان (小学校 shōgakkō) آموزش اجباری                        | مدرسه ابتدایی دبستان (小学校 shōgakkō) آموزش اجباری                     | مدرسه ابتدایی دبستان (小学校 shōgakkō) آموزش اجباری | مدرسه ابتدایی دبستان (小学校 shōgakkō) آموزش اجباری                                      | مدرسه ابتدایی دبستان (小学校 shōgakkō) آموزش اجباری                  | آموزش استثنائی (特別支援学校 Tokubetsu-shien gakkō) |
| ۷–۸   | ۲                                        | مدرسه ابتدایی دبستان (小学校 shōgakkō) آموزش اجباری                        | مدرسه ابتدایی دبستان (小学校 shōgakkō) آموزش اجباری                     | مدرسه ابتدایی دبستان (小学校 shōgakkō) آموزش اجباری | مدرسه ابتدایی دبستان (小学校 shōgakkō) آموزش اجباری                                      | مدرسه ابتدایی دبستان (小学校 shōgakkō) آموزش اجباری                  | آموزش استثنائی (特別支援学校 Tokubetsu-shien gakkō) |
| ۸–۹   | ۳                                        | مدرسه ابتدایی دبستان (小学校 shōgakkō) آموزش اجباری                        | مدرسه ابتدایی دبستان (小学校 shōgakkō) آموزش اجباری                     | مدرسه ابتدایی دبستان (小学校 shōgakkō) آموزش اجباری | مدرسه ابتدایی دبستان (小学校 shōgakkō) آموزش اجباری                                      | مدرسه ابتدایی دبستان (小学校 shōgakkō) آموزش اجباری                  | آموزش استثنائی (特別支援学校 Tokubetsu-shien gakkō) |
| ۹–۱۰  | ۴                                        | مدرسه ابتدایی دبستان (小学校 shōgakkō) آموزش اجباری                        | مدرسه ابتدایی دبستان (小学校 shōgakkō) آموزش اجباری                     | مدرسه ابتدایی دبستان (小学校 shōgakkō) آموزش اجباری | مدرسه ابتدایی دبستان (小学校 shōgakkō) آموزش اجباری                                      | مدرسه ابتدایی دبستان (小学校 shōgakkō) آموزش اجباری                  | آموزش استثنائی (特別支援学校 Tokubetsu-shien gakkō) |
| ۱۰–۱۱ | ۵                                        | مدرسه ابتدایی دبستان (小学校 shōgakkō) آموزش اجباری                        | مدرسه ابتدایی دبستان (小学校 shōgakkō) آموزش اجباری                     | مدرسه ابتدایی دبستان (小学校 shōgakkō) آموزش اجباری | مدرسه ابتدایی دبستان (小学校 shōgakkō) آموزش اجباری                                      | مدرسه ابتدایی دبستان (小学校 shōgakkō) آموزش اجباری                  | آموزش استثنائی (特別支援学校 Tokubetsu-shien gakkō) |
| ۱۱–۱۲ | ۶                                        | مدرسه ابتدایی دبستان (小学校 shōgakkō) آموزش اجباری                        | مدرسه ابتدایی دبستان (小学校 shōgakkō) آموزش اجباری                     | مدرسه ابتدایی دبستان (小学校 shōgakkō) آموزش اجباری | مدرسه ابتدایی دبستان (小学校 shōgakkō) آموزش اجباری                                      | مدرسه ابتدایی دبستان (小学校 shōgakkō) آموزش اجباری                  | آموزش استثنائی (特別支援学校 Tokubetsu-shien gakkō) |
| ۱۲–۱۳ | ۱ (هفتم)                                 | دوره متوسطه اول (中学校 chūgakkō) آموزش اجباری                             | دوره متوسطه اول (中学校 chūgakkō) آموزش اجباری                          | دوره متوسطه اول (中学校 chūgakkō) آموزش اجباری | دوره متوسطه اول (中学校 chūgakkō) آموزش اجباری                                           | دوره متوسطه اول (中学校 chūgakkō) آموزش اجباری                       | آموزش استثنائی (特別支援学校 Tokubetsu-shien gakkō) |
| ۱۳–۱۴ | ۲ (هشتم)                                 | دوره متوسطه اول (中学校 chūgakkō) آموزش اجباری                             | دوره متوسطه اول (中学校 chūgakkō) آموزش اجباری                          | دوره متوسطه اول (中学校 chūgakkō) آموزش اجباری | دوره متوسطه اول (中学校 chūgakkō) آموزش اجباری                                           | دوره متوسطه اول (中学校 chūgakkō) آموزش اجباری                       | آموزش استثنائی (特別支援学校 Tokubetsu-shien gakkō) |
| ۱۴–۱۵ | ۳ (نهم)                                  | دوره متوسطه اول (中学校 chūgakkō) آموزش اجباری                             | دوره متوسطه اول (中学校 chūgakkō) آموزش اجباری                          | دوره متوسطه اول (中学校 chūgakkō) آموزش اجباری | دوره متوسطه اول (中学校 chūgakkō) آموزش اجباری                                           | دوره متوسطه اول (中学校 chūgakkō) آموزش اجباری                       | آموزش استثنائی (特別支援学校 Tokubetsu-shien gakkō) |
| ۱۵–۱۶ | ۱ (دهم)                                  | آموزش متوسطه (高等学校 kōtōgakkō, abbr. 高校 kōkō)                         | آموزش متوسطه (高等学校 kōtōgakkō, abbr. 高校 kōkō)                      | آموزش متوسطه (高等学校 kōtōgakkō, abbr. 高校 kōkō) | دوره متوسطه آموزشگاه ویژه                                                                | مدارس عالی فناوری (高等専門学校 kōtō senmon gakkō, abbr. 高専 kōsen) | آموزش استثنائی (特別支援学校 Tokubetsu-shien gakkō) |
| ۱۶–۱۷ | ۲ (یازدهم)                               | آموزش متوسطه (高等学校 kōtōgakkō, abbr. 高校 kōkō)                         | آموزش متوسطه (高等学校 kōtōgakkō, abbr. 高校 kōkō)                      | آموزش متوسطه (高等学校 kōtōgakkō, abbr. 高校 kōkō) | دوره متوسطه آموزشگاه ویژه                                                                | مدارس عالی فناوری (高等専門学校 kōtō senmon gakkō, abbr. 高専 kōsen) | آموزش استثنائی (特別支援学校 Tokubetsu-shien gakkō) |
| ۱۷–۱۸ | ۳ (دوازدهم)                              | آموزش متوسطه (高等学校 kōtōgakkō, abbr. 高校 kōkō)                         | آموزش متوسطه (高等学校 kōtōgakkō, abbr. 高校 kōkō)                      | آموزش متوسطه (高等学校 kōtōgakkō, abbr. 高校 kōkō) | دوره متوسطه آموزشگاه ویژه                                                                | مدارس عالی فناوری (高等専門学校 kōtō senmon gakkō, abbr. 高専 kōsen) | آموزش استثنائی (特別支援学校 Tokubetsu-shien gakkō) |
| ۱۸–۱۹ | دانش یار/ مبانی                          | دانشگاه: مقطع کارشناسی (大学 daigaku; 学士課程 gakushi-katei)              | آکادمی ملی (大学校 daigakkō)                                            | دانشکده پزشکی (医学部 Igaku-bu) دانشکده دامپزشکی (獣医学部 Jūigaku-bu) دندان‌پزشکی (歯学部 Shigaku-bu) داروسازی (薬学部 Yakugaku-bu) کالج ملی پزشکی دفاع (防衛医科大学校, Bōei Ika Daigakkō)                 | کالج منطقه‌ای (短期大学 Tanki-daigaku, abbr. 短大 tandai) هنرستان (専門学校 Senmon-gakkō) | مدارس عالی فناوری (高等専門学校 kōtō senmon gakkō, abbr. 高専 kōsen) | آموزش استثنائی (特別支援学校 Tokubetsu-shien gakkō) |
| ۱۹–۲۰ | دانش یار/ مبانی                          | دانشگاه: مقطع کارشناسی (大学 daigaku; 学士課程 gakushi-katei)              | آکادمی ملی (大学校 daigakkō)                                            | دانشکده پزشکی (医学部 Igaku-bu) دانشکده دامپزشکی (獣医学部 Jūigaku-bu) دندان‌پزشکی (歯学部 Shigaku-bu) داروسازی (薬学部 Yakugaku-bu) کالج ملی پزشکی دفاع (防衛医科大学校, Bōei Ika Daigakkō)                 | کالج منطقه‌ای (短期大学 Tanki-daigaku, abbr. 短大 tandai) هنرستان (専門学校 Senmon-gakkō) | مدارس عالی فناوری (高等専門学校 kōtō senmon gakkō, abbr. 高専 kōsen) | آموزش استثنائی (特別支援学校 Tokubetsu-shien gakkō) |
| ۲۰–۲۱ | لیسانس (کارشناسی) (学士 Gakushi)         | دانشگاه: مقطع کارشناسی (大学 daigaku; 学士課程 gakushi-katei)              | آکادمی ملی (大学校 daigakkō)                                            | دانشکده پزشکی (医学部 Igaku-bu) دانشکده دامپزشکی (獣医学部 Jūigaku-bu) دندان‌پزشکی (歯学部 Shigaku-bu) داروسازی (薬学部 Yakugaku-bu) کالج ملی پزشکی دفاع (防衛医科大学校, Bōei Ika Daigakkō)                 |                                                                                          |                                                                      |                                                     |
| ۲۱–۲۲ | لیسانس (کارشناسی) (学士 Gakushi)         | دانشگاه: مقطع کارشناسی (大学 daigaku; 学士課程 gakushi-katei)              | آکادمی ملی (大学校 daigakkō)                                            | دانشکده پزشکی (医学部 Igaku-bu) دانشکده دامپزشکی (獣医学部 Jūigaku-bu) دندان‌پزشکی (歯学部 Shigaku-bu) داروسازی (薬学部 Yakugaku-bu) کالج ملی پزشکی دفاع (防衛医科大学校, Bōei Ika Daigakkō)                 |                                                                                          |                                                                      |                                                     |
| ۲۲–۲۳ | فوق لیسانس (کارشناسی ارشد) (修士 Shūshi) | تحصیلات تکمیلی: لیسانس (大学院博士課程前期 Daigaku-in Hakushi Katei Zenki) | آکادمی ملی: لیسانس (大学校修士課程 Daigakkō Shūshi katei)               | دانشکده پزشکی (医学部 Igaku-bu) دانشکده دامپزشکی (獣医学部 Jūigaku-bu) دندان‌پزشکی (歯学部 Shigaku-bu) داروسازی (薬学部 Yakugaku-bu) کالج ملی پزشکی دفاع (防衛医科大学校, Bōei Ika Daigakkō)                 |                                                                                          |                                                                      |                                                     |
| ۲۳–۲۴ | فوق لیسانس (کارشناسی ارشد) (修士 Shūshi) | تحصیلات تکمیلی: لیسانس (大学院博士課程前期 Daigaku-in Hakushi Katei Zenki) | آکادمی ملی: لیسانس (大学校修士課程 Daigakkō Shūshi katei)               | دانشکده پزشکی (医学部 Igaku-bu) دانشکده دامپزشکی (獣医学部 Jūigaku-bu) دندان‌پزشکی (歯学部 Shigaku-bu) داروسازی (薬学部 Yakugaku-bu) کالج ملی پزشکی دفاع (防衛医科大学校, Bōei Ika Daigakkō)                 |                                                                                          |                                                                      |                                                     |
| ۲۴–۲۵ | (دکترا) Ph.D. (博士 Hakushi)             | تحصیلات تکمیلی: دکترا (大学院博士課程後期 Daigaku-in Hakushi Katei Kōki)   | آکادمی دفاع ملی: Ph.D. (防衛大学校博士課程 Bōei Daigakkō Hakushi katei) | دانشکده پزشکی: دکترا (医学博士 Igaku Hakushi) دانشکده دامپزشکی: دکترا (獣医学博士 Jūigaku Hakushi) دانشکده دندان‌پزشکی: دکترا (歯学博士 Shigaku Hakushi) دانشکده داروسازی: دکترا (薬学博士 Yakugaku Hakushi) |                                                                                          |                                                                      |                                                     |
| ۲۵–۲۶ | (دکترا) Ph.D. (博士 Hakushi)             | تحصیلات تکمیلی: دکترا (大学院博士課程後期 Daigaku-in Hakushi Katei Kōki)   | آکادمی دفاع ملی: Ph.D. (防衛大学校博士課程 Bōei Daigakkō Hakushi katei) | دانشکده پزشکی: دکترا (医学博士 Igaku Hakushi) دانشکده دامپزشکی: دکترا (獣医学博士 Jūigaku Hakushi) دانشکده دندان‌پزشکی: دکترا (歯学博士 Shigaku Hakushi) دانشکده داروسازی: دکترا (薬学博士 Yakugaku Hakushi) |                                                                                          |                                                                      |                                                     |
| ۲۶–۲۷ | (دکترا) Ph.D. (博士 Hakushi)             | تحصیلات تکمیلی: دکترا (大学院博士課程後期 Daigaku-in Hakushi Katei Kōki)   | آکادمی دفاع ملی: Ph.D. (防衛大学校博士課程 Bōei Daigakkō Hakushi katei) | دانشکده پزشکی: دکترا (医学博士 Igaku Hakushi) دانشکده دامپزشکی: دکترا (獣医学博士 Jūigaku Hakushi) دانشکده دندان‌پزشکی: دکترا (歯学博士 Shigaku Hakushi) دانشکده داروسازی: دکترا (薬学博士 Yakugaku Hakushi) |                                                                                          |                                                                      |                                                     |
| ۲۷–   | (دکترا) Ph.D. (博士 Hakushi)             |                                                                            |                                                                         | دانشکده پزشکی: دکترا (医学博士 Igaku Hakushi) دانشکده دامپزشکی: دکترا (獣医学博士 Jūigaku Hakushi) دانشکده دندان‌پزشکی: دکترا (歯学博士 Shigaku Hakushi) دانشکده داروسازی: دکترا (薬学博士 Yakugaku Hakushi) |                                                                                          |                                                                      |                                                     |

### دبیرستان متوسطه اول

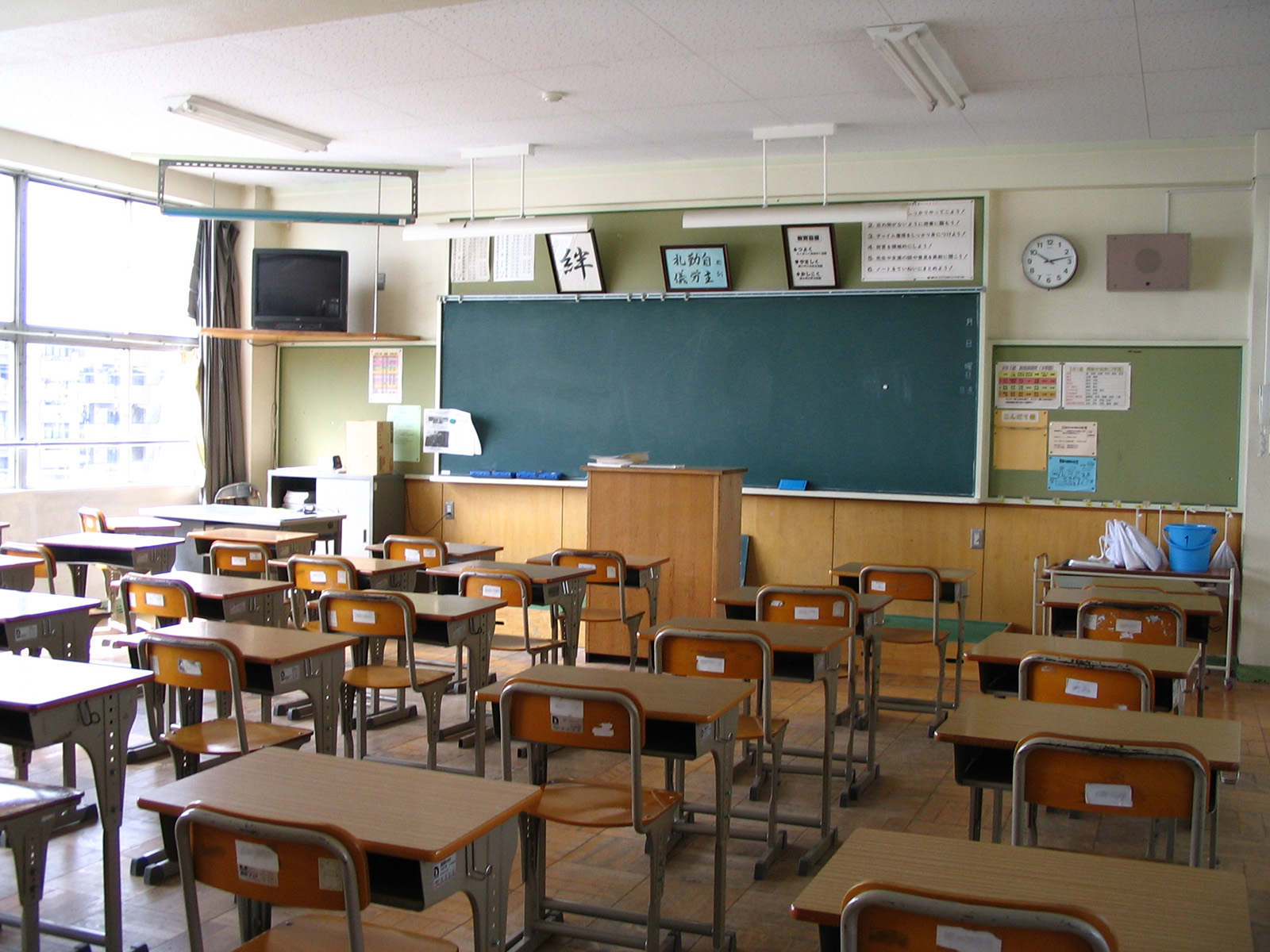
یک کلاس معمولی در یک دبیرستان متوسطه اول در ژاپن

دبیرستان مقطع متوسطه (راهنمایی) کلاس هفتم تا نهم را شامل می‌شود که کودکان معمولاً دوازده تا پانزده ساله هستند. در ژاپن از سال ۲۰۱۲ سه و نیم میلیون دانش آموز دبستانی وجود دارد که نسبت به سال ۱۹۹۰ بیش از ۵٫۳ میلیون نفر بوده‌است. با این حال، تعداد دبیرستان‌های متوسطه نسبتاً ثابت باقی مانده و از ۱۱٬۲۷۵ در سال ۱۹۹۰ به ۱۰٬۶۹۹ دبیرستان در سال ۲۰۱۲ کاهش یافته‌است. تعداد معلمان دوره متوسطه اول نیز کمی تغییر کرده، در سال ۱۹۹۰ ۲۵۷٬۶۰۵ معلم متوسطه اول و در سال ۲۰۱۲ ۲۵۳٬۷۵۳ معلم حضور داشته‌اند). تقریباً ۸٪ دانش آموزان دوره اول متوسطه در یک دبیرستان متوسطه خصوصی تحصیل می‌کنند (که ۷٪ کل دبیرستان‌های دوره اول متوسطه را تشکیل می‌دهند). مدارس خصوصی به‌طور قابل توجهی گران‌تر هستند: از سال ۲۰۱۲، متوسط هزینه سالانه حضور در مدارس ابتدایی برای هر دانش آموز ۱٬۲۹۵٬۱۵۶ ین ژاپن بود که تقریباً ۳ برابر هزینه ۴۵۰٬۳۴۰ ین ژاپن برای یک مدرسه دولتی است. تحصیلات اجباری ژاپن در پایه نهم به پایان می‌رسد، اما کمتر از ۲٪ تحصیل را رها می‌کنند. ۶۰٪ دانش آموزان از سال ۱۹۶۰ به تحصیلات ارشد ارتقا یافتند و در سال ۱۹۸۰ به سرعت به بیش از ۹۰٪ افزایش یافتند و هر سال بیشتر رشد می‌کردند تا اینکه به ۹۸٫۳٪ در سال ۲۰۱۲ رسیدند.
آموزش در مدارس ابتدایی اغلب به صورت سخنرانی است. همچنین معلمان از رسانه‌های دیگر مانند تلویزیون و رادیو استفاده می‌کنند و کارهای آزمایشگاهی نیز وجود دارد. تا سال ۱۹۸۹ حدود ۴۵٪ از کل مدارس ابتدایی دولتی دارای رایانه بودند. تمام مطالب در دوره تحصیل در مدارس متوسطه پایین مشخص شده‌است. بعضی از دروس مانند زبان ژاپنی و ریاضیات با برنامه درسی ابتدایی هماهنگ هستند. سایر موارد، مانند مطالعه به زبان خارجی، در این سطح آغاز می‌شود، از آوریل ۲۰۱۱، زبان انگلیسی در برنامه درسی دوره ابتدایی اجباری شد. برنامه درسی دوره متوسطه شامل زبان ژاپنی، مطالعات اجتماعی، ریاضیات، علوم، موسیقی، هنرهای زیبا، بهداشت و تربیت بدنی است. همه دانش آموزان در معرض هنرهای صنعتی و خانه‌داری نیز هستند. آموزش اخلاقی و فعالیت‌های خاص نیز مورد توجه قرار می‌گیرد. اکثر دانش آموزان در یکی از باشگاه‌های مدرسه ای شرکت می‌کنند که تا حدود ساعت ۶ عصر وقت آنان را اشغال می‌کند.
وزارتخانه نیاز به بهبود آموزش همه زبان‌های خارجی، به ویژه انگلیسی را تشخیص می‌دهد. دولت برای بهبود آموزش در انگلیسی گفتاری، بسیاری از جوانان بومی زبان انگلیسی را به ژاپن دعوت می‌کند تا تحت برنامه تبادل و آموزش ژاپن (JET) به عنوان دستیار هیئت‌های مدارس و بخشهای دیگر خدمت کنند. با شروع ۸۴۸ شرکت کننده در سال ۱۹۸۷، این برنامه در سال ۲۰۰۲ به ۶٬۲۷۳ شرکت کننده رسید. در سال‌های اخیر، این برنامه بخاطر عوامل مختلفی از جمله کاهش بودجه محلی مدارس برای تأمین اعتبار برنامه و همچنین افزایش تعداد هیئت مدیره مدارس که بومی زبانان خارجی خود را مستقیماً یا از طریق آژانس‌های خصوصی با درآمد کمتر استخدام می‌کنند، کاهش یافت. امروز، به دلیل تبدیل شدن زبان انگلیسی به بخشی اجباری از برنامه درسی دوره ابتدایی در سال ۲۰۱۱، این برنامه دوباره در حال رشد است.

### دبیرستان (متوسطه دوم)

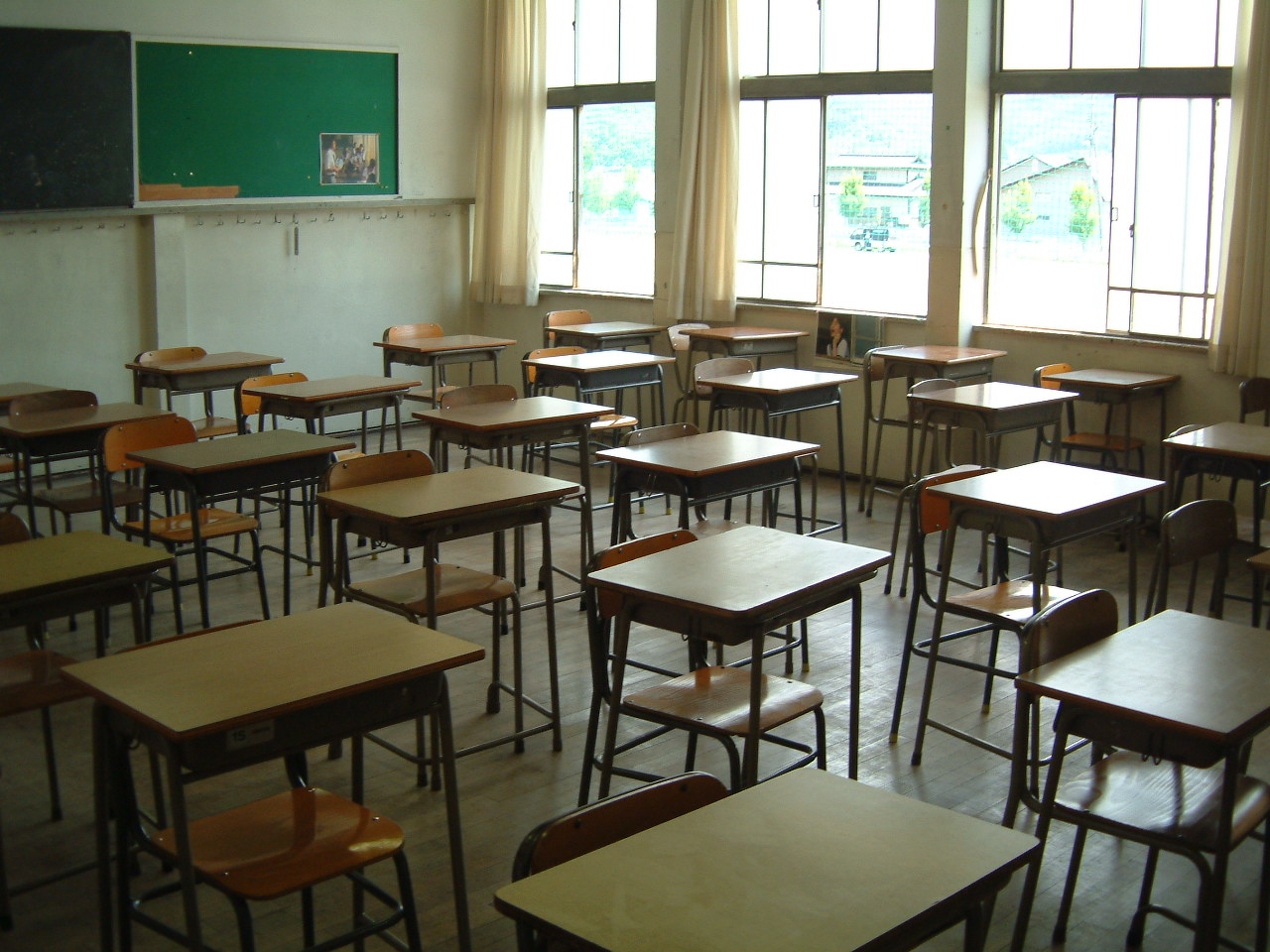
یک کلاس معمولی دبیرستان متوسطه دوم در ژاپن

تحصیلات متوسطه دوم در ژاپن اجباری نیست اما از سال ۲۰۰۵، ۹۴٪ فارغ التحصیلان دوره متوسطه برای متوسطه دوم ثبت نام کردند. مدارس دولتی و خصوصی در متوسط دوم رایگان نیستند و مدارس متوسطه خصوصی حدود ۵۵٪ کل مدارس متوسطه را تشکیل می‌دهند. وزارت آموزش و پرورش ژاپن تخمین زد که هزینه‌های سالانه خانواده برای تحصیل نوجوان در یک مدرسه متوسطه دولتی در دهه ۱۹۸۰ حدود ۳۰۰٬۰۰۰ ین ژاپن و مدارس متوسطه خصوصی حدوداً دو برابر گران‌تر است.
متداول‌ترین نوع دبیرستان، دبیرستان‌های دارای یک برنامه عمومی تمام وقت هستند که برای دانشجویانی که جهت تحصیلات عالی آماده می‌شوند و همچنین دوره‌های فنی و حرفه ای برای دانش آموزانی که پس از فارغ‌التحصیلی شغل می‌خواهند، دوره‌های آکادمیک ارائه می‌دهد. بیش از ۷۰٪ دانش آموزان دبیرستان در اواخر دهه ۱۹۸۰ در برنامه عمومی دانشگاهی ثبت نام کردند. تعداد کمی از مدارس برنامه‌های نیمه وقت، دوره‌های عصرانه یا آموزش مکاتبات را ارائه می‌دهند.
برنامه‌های سال اول دانشجویان در هر دو دوره آکادمیک و دوره‌های تجاری مشابه است که شامل دوره‌های ابتدایی دانشگاهی، مانند زبان ژاپنی، زبان انگلیسی، ریاضیات و علوم هستند.
برنامه‌های فنی و حرفه ای شامل چند صد دوره تخصصی مانند پردازش اطلاعات، ناوبری، پرورش ماهی، تجارت، انگلیسی و سرامیک است. دوره‌های بازرگانی و صنعتی از محبوب‌ترین دوره‌ها هستند که ۷۲٪ از کل دانشجویان در برنامه‌های حرفه ای تمام وقت در سال ۱۹۸۹ را تشکیل می‌دادند.
بیشتر معلمان متوسطه فارغ التحصیلان دانشگاه هستند. مدارس متوسطه دوم به صورت گروه‌بندی شده‌اند و معلمان در زمینه‌های اصلی خود تخصص دارند که دوره‌های مختلفی را در رشته‌های خود تدریس می‌کنند.

### تحصیلات عالی
تحصیلات عالی در ژاپن در دانشگاه‌ها (دایگاکو)، کالج‌های پایه (تانکی دایگاکو)، دانشکده‌های فنی (کوتو سنمون گاککو) و کالج‌های آموزش ویژه (سنمون گاککو) ارائه می‌شود. از بین این چهار نوع مؤسسه، فقط دانشگاه‌ها و کالج‌های پایه به عنوان آموزش عالی کاملاً در نظر گرفته می‌شوند.
تا سال ۲۰۱۷، بیش از ۲٫۸۹ میلیون دانشجو در ۷۸۰ دانشگاه ثبت نام کردند. در ساختار آموزش عالی ژاپن، موسسات پس از ۴ سال مدرک کارشناسی ارائه می‌دهند و برخی بعد از ۶ سال. دو کالج دولتی چهار ساله وجود دارد: ۸۶ دانشگاه ملی (از جمله دانشگاه آزاد ژاپن) و ۹۵ دانشگاه دولتی محلی که توسط استان‌ها و شهرداریها تأسیس شده‌اند. ۵۹۷ کالج چهار ساله در سال ۲۰۱۰ خصوصی بودند.
اکثر دانشجویان در برنامه‌های روزانه تمام وقت شرکت می‌کنند. در سال ۱۹۹۰، تقریباً ۴۰ درصد از دانشجویان مقطع لیسانس، در رشته‌های علوم اجتماعی، از جمله کسب‌وکار، حقوق و حسابداری ثبت نام کردند. سایر دروس محبوب مهندسی (۱۹ درصد)، علوم انسانی (۱۵ درصد) و آموزش (۷ درصد) بودند.
متوسط هزینه‌ها (شهریه و هزینه‌های زندگی) برای یک سال تحصیلات عالیه در سال ۱۹۸۶، ۱٫۴ میلیون ین ژاپن بود. برای کمک به جبران هزینه‌ها، دانشجویان اغلب به صورت پاره وقت کار می‌کنند یا از طریق انجمن بورسیه‌های تحصیلی ژاپن که از طرف دولت پشتیبانی می‌شود، پول می‌گیرند. همچنین کمک‌ها توسط دولت‌های محلی، شرکت‌های غیرانتفاعی و سایر موسسات ارائه می‌شود.
کیفیت دانشگاه‌ها و آموزش عالی در ژاپن از نظر بین‌المللی شناخته شده‌است. ۴۱ دانشگاه ژاپن در فهرست 2020 THES رتبه‌بندی دانشگاهی کیواس وجود دارد، با دانشگاه توکیو در رتبه ۲۲ و دانشگاه کیوتو در رتبه 33. در سال ۲۰۱۹، ۲۰ دانشگاه برتر آسیا از نظر رتبه‌بندی دانشگاهی کیواس، چهار دانشگاه ژاپن با بالاترین رتبه، دانشگاه توکیو، در جایگاه یازدهم بود.
۴۰ رتبه برتر دانشگاه آسیا از نظر رتبه‌بندی دانشگاهی کیواس، شامل دانشگاه توکیو در جایگاه سیزدهم، دانشگاه کیوتو در چهاردهم، دانشگاه اوساکا در شانزدهم، مؤسسه فناوری توکیو در هجدهم، دانشگاه توهوکو در بیست و سوم، دانشگاه ناگویا در بیست و ششم، دانشگاه کیوشو در بیست و نهم، و دانشگاه واسدا در سی و ششم.

## آموزش معلولان

### مداخله دولت
طبق قانون اساسی آموزش (۲۰۰۷) که ژاپن آن را امضا کرده، دولت می‌بایست فرصت‌های برابر آموزشی برای افراد دارای معلولیت فراهم کند. این قانون به همراه قانون اساسی آموزش، کنوانسیون حقوق افراد دارای معلولیت (CRPD) در سال ۲۰۰۷ تصویب شد و در سال ۲۰۱۴ به عنوان بخشی از بهزیستی تصویب شد. این ۲ قانون نوید می‌داد که دولت ملی و محلی متناسب با سطح معلولیت افراد، برنامه آموزش نیازهای ویژه مناسب برای آنان فراهم می‌کند. هدف از آموزش نیازهای ویژه این است که به افراد کمک کند تا توانایی بالقوه خود جهت دستیابی به استقلال و آموزش حرفه ای در زمینه‌های خاص را توسعه دهند. برخی از مدارس دانش آموزان دارای معلولیت را مثل دانش آموزان عادی در شرایط معمولی اسکان می‌دهد، اما در موارد خاص دانش آموزان به مدارس مستقل و برنامه‌های آموزشی ویژه نیاز دارند. این برنامه از دانش آموزان دارای اختلال بینایی، کم شنوایی، ناتوانی جسمی، اختلال رفتاری عاطفی، اختلالات یادگیری، نقص گفتار - زبان (اختلال ارتباطی)، اختلال در سلامتی و تأخیر در رشد پشتیبانی می‌کند.

### اصلاحات
به کودکان معلول و والدین آنان توجهی داده نمی‌شد تا اینکه در دهه ۱۹۹۰ آموزش نیازهای ویژه مورد توجه عموم قرار گرفت. قبل از آن، کودکان دارای معلولیت به عنوان «یادگیرنده کند» یا «مشکل دار برای عضویت در جامعه» شناخته شده بودند. بخش آموزش و پرورش دولت ژاپن شروع به تمرکز بر دادن حقوق برابر به کودکان معلول کرد، و اولین اصلاحات اساسی با معرفی «سازوکار اتاق منابع» آغاز شد، که به عنوان یک برنامه نیاز ویژه تکمیلی برای دانش آموزان دارای معلولیت که در مدارس معمولی مدرسه حضور دارند، خدمت می‌کرد. به‌علاوه در سال ۲۰۰۶، اصلاحات تربیتی بیشتری برای ترویج مفهوم «آموزش فراگیر» صورت گرفت. برنامه آموزش فراگیر به دلیل تأثیر سه عامل سیاسی وارد عمل شد؛ جنبش بین‌المللی برای ورود به مدارس، اصلاح امور رفاهی در افراد معلول و اصلاح کلی سیستم آموزشی در ژاپن. هدف از این اقدام، جلوگیری از انزوای دانش آموزان دارای معلولیت با جامعه اصلی و ادغام آموزش نیازهای ویژه با سیستم آموزش سنتی با فراهم کردن فضای کلاس با استاندارد جهانی بود.

## فعالیت‌های فوق برنامه
سیستم آموزشی ژاپن با تأکید زیادی بر فعالیت‌های فوق برنامه، که به آن آموزش سایه نیز گفته می‌شود، تکمیل می‌شود، این فعالیت‌های آموزشی در طول تحصیلات رسمی انجام نمی‌شوند. بخاطر آن که این فعالیت‌های فوق برنامه به عنوان پیش شرط حضور در دانشگاه شناخته می‌شود، بسیاری در آن شرکت می‌کنند و به منظور کسب مزیت رقابتی، خانواده‌های ژاپنی مایل به صرف هزینه هستند تا فرزند خود را در یک آموزش تکمیلی قرار می‌دهند.
بیش از ۸۶٪ دانشجویان در کنار برنامه دانشگاهی، حداقل در یک نوع آموزش سایه شرکت می‌کنند و بیش از ۶۰٪ در ۲ یا بیشتر در آموزش‌ها شرکت می‌کنند.

## انتقاد
دانش آموزان ژاپنی برای موفقیت آکادمیک از طرف والدین، معلمان، همسالان و جامعه با فشار بی نظیر و شدیدی روبرو هستند. این اتفاق عمدتاً نتیجه جامعه ای است که از مدت‌ها قبل اهمیت زیادی برای آموزش قائل بوده و سیستمی که تمام هدف خود را به یک آزمون واحد (ورود به دانشگاه) متمرکز می‌کند که عواقب قابل توجهی در طول زندگی دارد. فشارهای ورود به دانشگاه منجر به رفتارهایی مانند خشونت در مدرسه، تقلب، خودکشی و آسیب روانی قابل توجه شده‌است. در برخی موارد، دانش آموزان دچار نقص عصبی شده‌اند که نیاز به بستری شدن در سن دوازده سال داشت. در سال ۱۹۹۱، گزارش شد که ۱٬۳۳۳ نفر در گروه سنی ۱۵ تا ۲۴ سال خودکشی کرده‌اند، که بیشتر آنان بخاطر فشار علمی بود. از دیدگاه بین‌المللی، میزان خودکشی در نوجوانان نزدیک به میانگین سن کشورهای OECD، کمتر از ایالات متحده، کانادا و استرالیا است. یک نظرسنجی توسط وزارت آموزش و پرورش نشان می‌دهد که دانش آموزان مدارس دولتی در سال ۲۰۰۷ درگیر تعداد بی‌سابقه ای از حوادث خشونت‌آمیز بوده‌اند: ۵۲٬۷۵۶ مورد، که در حدود ۸٬۰۰۰ افزایش نسبت به سال قبل است. تقریباً در ۷٬۰۰۰ مورد از این حوادث، معلمان هدف حمله قرار گرفتند.
سیستم آموزشی ژاپن نیز به دلیل عدم پرورش متفکران مستقل با حساسیت فرهنگی و هنری مورد انتقاد قرار گرفته‌است. دانش آموزان ژاپنی که به مدارس خارج از کشور می‌روند، بخاطر فقدان دیدگاه بین‌المللی به دیگر فرهنگ‌ها، در سازگاری و رقابت در آن محیط با مشکل روبرو می‌شوند.
همچنین انتقاداتی در مورد میزان اوقات فراغت دانش آموزان وجود دارد. با رشد تعداد دانش آموزان ژاپنی، از شروع ابتدایی تا متوسطه اول، زمان آنان برای راستی آزمایی آموخته‌هایشان در کلاس در زندگی واقعی به‌طور چشمگیری کاهش می‌یابد. بخش عمده ای از این امر مربوط به تحصیل در مدرسه است، که برای تقریباً ۶۰٪ از دانش آموزان این رویداد رخ می‌دهد. این تعداد طی دو دهه گذشته به شدت افزایش یافته‌است. این ترس وجود دارد که دانش آموزان نتوانند آنچه را که آموخته‌اند در زندگی خود بگنجانند.

### زورگویی و اذیت و آزار
انتقاداتی در مورد تلاش‌های ناکافی جهت کاهش زورگویی (قلدری) در مدارس وجود دارد. در گزارش مالی ۲۰۱۹، ۶۱۲٬۴۹۶ مورد قلدری در مدارس سراسر ژاپن ثبت شده که شامل مدارس ابتدایی، خصوصی ابتدایی، متوسطه اول، دبیرستان و مدارس ویژه کودکان دارای معلولیت است. حوادث جدی با آسیب شدید جسمی یا روانی ۷۲۳ مورد بود (۲۰ درصد افزایش نسبت به سال ۲۰۱۸). قلدری بیشتر در مدارس ابتدایی (۴۸۴٬۵۴۵ مورد در سال ۲۰۱۹) و سپس در مدارس متوسطه اول (۱۰۶٬۵۲۴ مورد در سال ۲۰۱۹) و دبیرستان‌ها (۱۸٬۳۵۲ مورد در سال ۲۰۱۹) اتفاق می‌افتد. در گزارش مالی ۲۰۱۹، ۳۱۷ دانش آموز خودکشی کردند که ۱۰ نفر از آنها از زورگویی رنج می‌بردند. ۶۱٫۹ درصد موارد قلدری کلامی بوده و قلدری آنلاین ۱۸٫۹ درصد در دبیرستان‌ها بوده‌است. در سال ۲۰۱۹ تعداد ۷۸٬۷۸۷ مورد خشونت توسط دانش آموزان در مدارس ابتدایی، متوسطه اول و دبیرستان رخ داده‌است.